# استان حمص
حمص (به عربی:  محافظة حمص )، نام استانی در کشور جمهوری عربی سوریه است. مرکز این استان شهر حمص است.
حمص یکی از مشهورترین شهرهای سوریه است که در غرب این کشور جای دارد. فاصله آن در دمشق ۱۵۰ کیلومتر است. ارتفاع آن از سطح دریا ۴۹۴ متر و در میان یک دشت بسیار وسیع و حاصلخیز قرار گرفته‌است.

## حمص در تاریخ
حمص یکی از شهرهای بسیار قدیمی منطقه شام است و گویند شخصی به نام حمص بن مهر بن جان آن را بنا کرده‌است. گروهی نیز ساخت آن را به عمالقه نسبت می‌دهد. بعد از اسکندر، شهر حمص در زمان حکام مقدونی، آبادانی فراوانی یافت و به پیشرفت‌های زیادی نائل گردید. پس از تقسیم روم، حمص تحت سلطه امپراطوری روم شرقی درآمد.

## جغرافیا
این استان در کرانهٔ رود عاصی (نهر العاصی) واقع است. «نهر العاصی» (رودعاصی) از وسط شهر می‌گذرد و جلوه خاصی به این شهر زیبا داده‌است. مساحت استان حمص در حدود ۴۲٬۲۲۳ کیلومتر مربع می‌باشد.

## مردم و ویژگی‌های جمعیتی
جمعیت این استان در سال ۲۰۱۱ در حدود ۱٬۸۰۳٬۰۰۰ نفر برآورد شده‌است. ساکنان این استان از اقوام گوناگون هستند، ولی اکثریت با اعراب سنی مذهب است. این استان همواره میدان تنش‌های اعراب سنی مذهب با حکومت سوریه بوده‌است.
این استان شامل اقلیت‌های قومی آشوری، کرد، ارمنی، سریانی می‌باشد.
در پی تحولات و اعتراضاتی که از مارس ۲۰۱۱ در سوریه آغاز شد، تعدادی از مخالفان و نیز تعدادی از نظامیان ارتش سوریه، در این درگیری‌ها کشته و زخمی شدند.

## بناهای باستانی
بناهای باستانی گوناگونی در این استان وجود دارد، که مشهورترین آن‌ها عبارت‌اند از:
- قلعه اسامه.
- قلعهٔ الحصن.
- شهر باستانی «پالمیرا» یا تدمر (مملکت تدمر) است که در ۱۶۰ کیلومتری حمص، و در ۲۱۵ کیلومتری شمال شهر دمشق واقع شده‌است. این شهر زیبا در سال ۲۷۴ میلادی توسط امبراطور رومانی أورلیانوس درجنگی که بین ملکهٔ زنوبیا «ملکهٔ تدمر» رخ داد ویران شد.